# Vilius Gaubas
Vilius Gaubas (Šiauliai, Lituania; 29 de diciembre de 2004) es un tenista lituano. Es actualmente la primera raqueta nacional de su país.
Registró su mejor ranking ATP al lograr el 132° lugar, el 16 de junio de 2025.
Gaubas representa a Lituania en la Copa Davis, donde tiene un record de 3-6.

## Carrera

### 2024: Primer título Challenger y top 200
El 11 de agosto de 2024, Gaubas consiguió su primer título a nivel de Challengers al conquistar el torneo de Cordenons, venciendo en la final al español Carlos Taberner por parciales 2-6, 6-2 y 6-4; en tres horas y dos minutos de juego. Con este resultado, Gaubas se convirtió en el más joven de los tres campeones lituanos en la historia de los torneos Challenger (a partir de 1978), siendo esta su tercera final disputada en esta categoría de torneos.

## Títulos ATP Challenger (2; 2+0)
| No. | Fecha                | Torneo    | Superficie    | Rival en la final | Resultado     |
| --- | -------------------- | --------- | ------------- | ----------------- | ------------- |
| 1.  | 11 de agosto de 2024 | Cordenons | Tierra batida | Carlos Taberner   | 2-6, 6-2, 6-4 |
| 2.  | 6 de abril de 2025   | Menorca   | Tierra batida | Pol Martín Tiffon | 6-0, 6-4      |